# Vùng Sagaing
Tôn giáo ở Sagaing (2015)

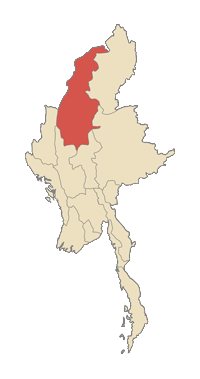
Vị trí của Vùng Sagaing

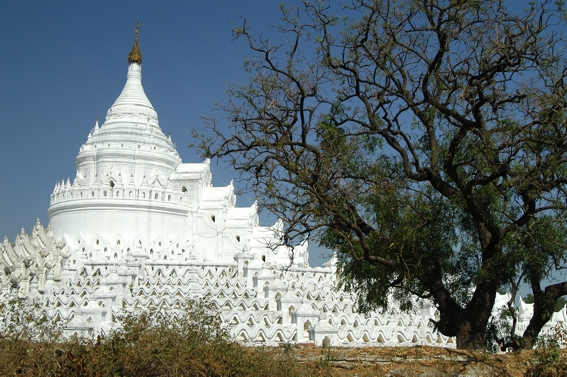
Một công trình kiến trúc tôn giáo ở thị trấn Mingun, vùng Sagaing

Vùng Sagaing là một vùng hành chính của Myanmar, nằm ở phía Tây Bắc nước này, giáp với bang Nagaland của Ấn Độ ở phía Bắc, bang Kachin và bang Shan ở phía Đông, vùng Magway và vùng Mandalay ở phía Nam, bang Chin của Myanmar và bang Manipur của Ấn Độ ở phía Tây. Thủ phủ là thành phố Sagaing.
Vùng Sagaing rộng 93.527 km² và có 5.300.000 dân (1996). Có 38 huyện trực thuộc Sagaing nhóm thành 8 thành phố là Sagaing, Monywa, Shwebo, Katha, Kale, Tamu, Mawlaik và Hkamti. Nông nghiệp là khu vực kinh tế quan trọng của Sagaing.